# Какодил
Какоди́л — сложный радикал диметиларсин; металлоорганическое соединение мышьяка; химическая формула {\displaystyle {\ce {(CH3)2As -}}}.
В свободном виде существует в форме димера дикакодила (тетраметилдиарсина) в виде подвижной летучей жидкости с отвратительным запахом с температурой плавления около −6 °C и температурой кипения около 170 °C. На воздухе самовоспламеняется. Дикакодил — органическое производное неустойчивого в свободном состоянии диарсина {\displaystyle {\ce {As2H4}}}.
Какодил — один из первых радикалов, открытых в органических соединениях. В 1760 году директор Севрской фарфоровой фабрики Луи Клод Каде де Гассикур, перегоняя ацетат калия с оксидом мышьяка(III), неожиданно получил дымящуюся жидкость с отвратительным запахом, содержащую мышьяк, которую назвали аларсином, или жидкостью Каде. Как выяснили впоследствии, в этой жидкости содержались впервые полученные органические производные мышьяка, в том числе так называемая окись какодила, которая образовалась в результате реакции
{\displaystyle {\ce {4CH3COOK + As2O3 -> (CH3)2As-O-As(CH3)2 +2K2CO3 + 2CO2}}}
В конце 1830-х годов Р. Бунзен получил из жидкости Каде целый ряд соединений, содержащих общую составную часть — радикал {\displaystyle {\ce {(CH3)2As -}}}, названный им какодил (от греч. κᾰκός «дурной») за мерзкий запах.

## Применение
Ранее применялся в составе соединений какодила в качестве боевого отравляющего вещества, в настоящее время — как гербицид.

## Химические свойства
Какодил входит в состав так называемых соединений какодила: дикакодила {\displaystyle {\ce {((CH3)2As)2}}}, хлористого какодила {\displaystyle {\ce {(CH3)2AsCl}}}, окиси какодила {\displaystyle {\ce {[(CH3)2As]2O}}} и др.
Дикакодил образуется при восстановлении хлористого какодила цинком:
{\displaystyle {\ce {2(CH3)2AsCl + Zn -> (CH3)2As*As(CH3)2 + ZnCl2}}}

## Токсичность
Токсичность соединений какодила возрастает в ряду: дикакодил, хлористый какодил, цианистый какодил.

## Воздействие на организм
Соединения какодила обладают местным и общеядовитым действием, вызывая боль, воспаление и некроз при попадании на кожу, воспаление дыхательных путей, понос при попадании в желудочно-кишечный тракт. Поражение нервной системы характеризуется судорогами, параличами, потерей зрения, коматозным состоянием.